# Ruta 611 (Costa Rica)
La Ruta 611, oficialmente Ruta Nacional Terciaria 611, es una ruta nacional de Costa Rica ubicada en la provincia de Puntarenas.

## Descripción
En la provincia de Puntarenas, la ruta atraviesa el cantón de Golfito (el distrito de Pavón), el cantón de Corredores (el distrito de Laurel).